# 1733 pr. n. št.

## Smrti
- Sihator, faraon Trinajste egipčanske dinastije (* ni znano)